# Cshö Cshivon
Cshö Cshivon (hangul: 최치원, handzsa: 崔致遠, RR: Choe Chi-won; 857–?), írói nevén Heun (해운, 海雲; „Tengeri felhő”, Haeun) vagy Koun (고운, 孤雲; „Magányos felhő”, Goun) Silla-kori koreai költő, konfuciánus hivatalnok, filozófus. A kjongdzsu (gyeongju)i Cshö (Choe) klán alapítójának tartják.

## Élete
Életét és munkásságát a Szamguk szagi (Samguk sagi) taglalja, mely szerint édesapja kívánságára, 12 évesen ment a Tang-kori Kínába konfuciánus tanokat hallgatni. A vázolt anekdota szerint apja kinyilatkoztatta, hogy ha tíz éven belül nem sikerül letennie a császári hivatalnoki vizsgát, akkor kitagadja. Cshö (Choi) 17 évesen letette a vizsgát, majd tíz évet szolgált Kínában hivatalnokként. Itt tanulta meg a kínai versformákat is. 885-ben tért vissza Sillába, ahol szintén hivatalnoki állást kapott. 900 körül felhagyott a hivatalnoki szolgálattal, miután a királynőhöz benyújtott reformkísérletei süket fülekre találtak. Ezt követően vándoréletet élt, majd a Heinsza (Haeinsa) buddhista templomban telepedett le, ahol testvére szerzetesként szolgált. 908-ban még biztosan élt, ekkor született Silla Szucshanggun Hogukszong phalgadungnugi (신라수창군호국성팔각등루기, 新羅壽昌郡護國城八角燈樓記, Silla Suchanggun Hogugseong Palgagdeungrugi ) című feljegyzése.

## Művészete
A kínai nyelvű koreai (sino-koreai) irodalom alapítójának is vélik. Az első nagy koreai költő volt, aki klasszikus kínai nyelven alkotott. 92 verse ismeretes, többségük igen rövid. 28 darab nyolcsoros lü-si (lü-shi) és 63 négysoros csüe-csü (jue-ju) maradt fenn. Munkásságát három korszakra bontják: a Kínában írt költeményeire, a Koreában hivatalnoki szolgálata alatt írtakra, valamint a vándorévei alatt születettekre.